# São Pedro Fins
São Pedro Fins is een plaats (freguesia) in de Portugese gemeente Maia en telt 1838 inwoners (2001).